# Meyna pubescens
Meyna pubescens là một loài thực vật có hoa trong họ Thiến thảo. Loài này được (Kurz) Robyns mô tả khoa học đầu tiên năm 1928.